# Robin Peak
Der Robin Peak ist ein klar umrissener Berggipfel von 260 m Höhe im Archipel der Südlichen Orkneyinseln. Er ist der nördlichste Gipfel auf Signy Island.
Das UK Antarctic Place-Names Committee benannte ihn 1954 nach Gordon de Quetteville Robin (1921–2004) vom Falkland Islands Dependencies Survey, im Jahr 1947 Leiter der Forschungsstation auf Signy Island, von der aus die erste detaillierte Vermessung der Insel vorgenommen wurde.